# Land of Unreason
Land of Unreason este un roman științifico-fantastic de L. Sprague de Camp și Fletcher Pratt. A apărut în 1941 în foileton în revista Unknown Worlds ca  The Land of Unreason și în 1942 sub formă de carte la editura Henry Holt and Company. Romanul a fost republicat de câteva ori, inclusiv de Ballantine Books în ianuarie 1970 ca al zecelea volum al seriei Ballantine Adult Fantasy.

## Prezentare
Fred Barber, un american care stă ca oaspete într-o casă de țară din Anglia în timpul celui de-al doilea război mondial, bea un castron de lapte rămas ca ofrandă pentru zâne, înlocuind laptele cu lichior. Zâna, destinatara de drept a ofrandei, beată și jignită de înlocuirea laptelui, se răzbună răpindu-l pe Barber în Țara Zânelor ca un changeling, o soartă rezervată în mod normal copiilor. El o găsește pe zână asaltată de o amenințare a ecoului războiului din propria sa lume. Prins într-un tărâm magic în care raționalitatea, așa cum o știe, este răsturnată și nerespectarea regulilor poate avea consecințe cumplite, Barber începe o misiune de căutare în slujba lui Oberon, regele zânelor, pentru a fi dus înapoi în propria sa lume. Rezultatul, potrivit unui tărâm în care nimic nu este așa cum era de așteptat, este unul pe care nici el, nici cititorul nu îl anticipează, pentru că Fred Barber nu este tocmai omul care crede el că este ...

## Primire
Orville Prescott de la The New York Times a considerat acest roman „mult mai puțin reușit” decât colecția anterioară The Incomplete Enchanter (1941), afirmând că „fantezia de succes necesită o delicatețe a abilității și nu tehnica mâinilor grele” folosită aici.

## Legături externe
- en  Istoria publicării lucrării Land of Unreason la Internet Speculative Fiction Database

## Vezi și
- 1941 în științifico-fantastic
- 1942 în științifico-fantastic